# Katona József (író)

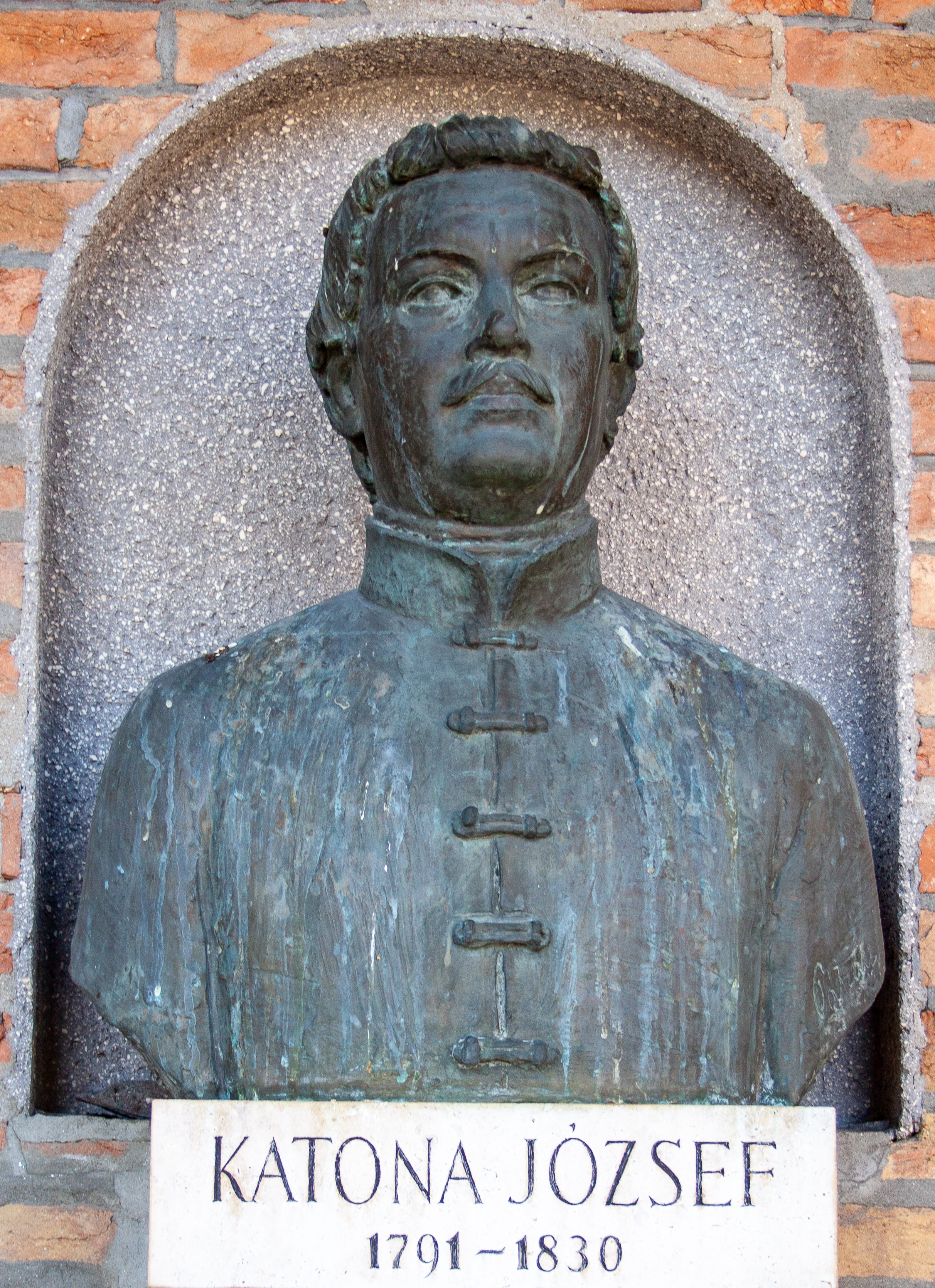
Mellszobra a szegedi Dóm téren

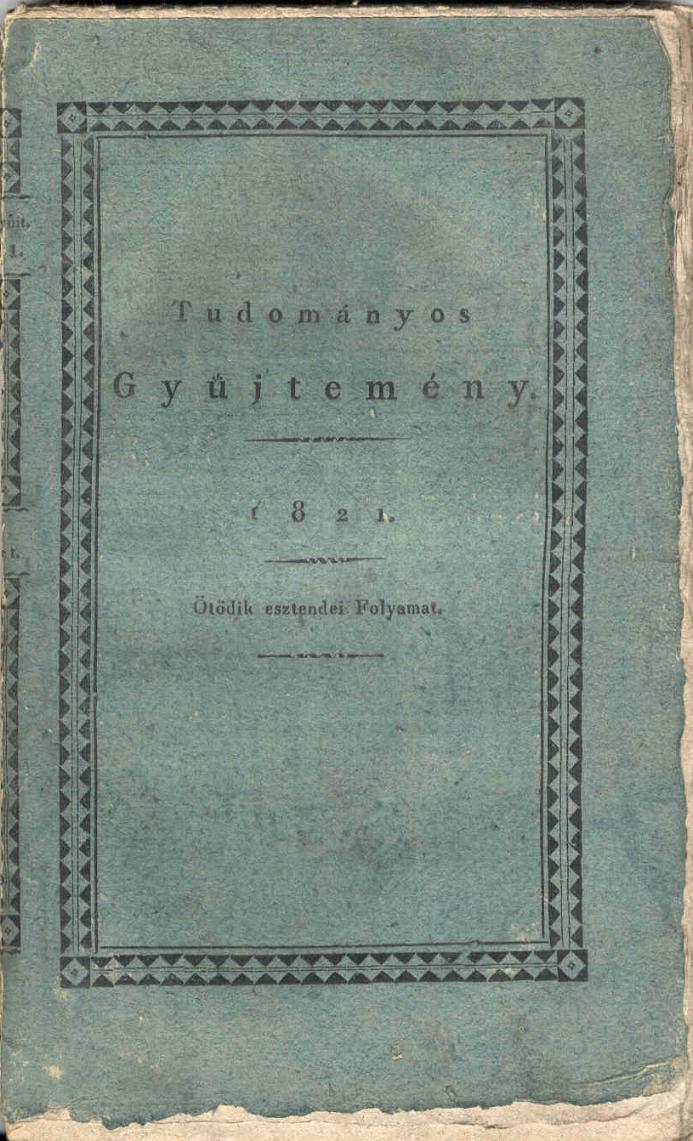
Tudományos Gyüjtemény címlap 1821, ötödik év, IV. kötet

Katona József (Kecskemét, 1791. november 11. – Kecskemét, 1830. április 16.) főügyész, drámaíró, a magyar drámairodalom kiemelkedő alakja.

## Élete
Édesapja Katona József takácsmester, édesanyja Borbák Ilona. Elemi iskoláit 1798–1802 között a kecskeméti római katolikus iskolában végezte. Apja 1802-ben Pestre vitte az I. gimnáziumi osztályba; de a sokat betegeskedő fiút szülei az iskolai év végén hazavitték és a II. latin osztálytól kezdve a VI.-ig iskoláit Kecskeméten végezte. 1808-ban a filozófiai tanfolyamot (VII. osztály) a szegedi piaristáknál kezdte meg, a második évet is itt folytatta, de ezen tanszakot 1810-ben Pesten fejezte be. Apjának ez időből fiához írt leveleiből nyolc maradt meg (közli Miletz).
1813. augusztus 22-én Halász Bálint pesti ügyvéd irodájába került, ahol mint joggyakornok és 1814-ben már mint hites jegyző működött 1815. november 22-ig.
1811-től bekapcsolódott a Második Pesti Magyar Játékszíni Társaság munkájába. Műkedvelő színészként darabokat fordított, dramatizált Békési József álnéven. 1812-ben „delectans actorként” (műkedvelő színész) a pesti együtteshez szerződött, a színészeknek és a színtársaságnak akkori felügyelője Mérey Sándor 1812. január 20-án nyerte őt meg, hogy a színpadon fellépjen. E társasággal vidékre is kirándult, Székesfehérvárra és Komáromba; sőt rendező is volt négy hónapig. A színház iránti szenvedélyét fokozta Déryné Széppataki Róza iránti elfojtott szerelme.
1812-ben és 1813-ban többször fellépett Békési álnév alatt mint műkedvelő az akkori rondellában. Az egykorúak állítása szerint jó színészi tehetséggel bírt és szerepeiben meglehetős sikert aratott; az Othello volt kedvenc szerepe. Szüleinek rábeszélésére a színészettel szakított, és minden idejét az önképzésnek, különösen a magyar irodalom és az esztétika tanulmányozásának szentelte. Anyanyelvén kívül jól beszélt latinul és németül, meglehetősen jól franciául, olaszul és angolul. Az akkor még szegény repertoárt öt év alatt (1811–15) huszonkét, részben eredeti, részben többé-kevésbé átdolgozott drámával gazdagította.
A fordítások és lovagregények dramatizálása után megírta A Luca széke című karácsonyi játékát, majd pedig rátért az önálló történelmi drámákra, melyek közül figyelemre méltóak a Žiśka (1813) és a Jeruzsálem pusztulása (1814). A drámaírói pályának már épp készült hátat fordítani (e szándékát a Zsiska című, 1813-ban megjelent szomorújátéka előszavában taglalta), amikor 1814-ben az Erdélyi Múzeum című folyóirat pályázatot hirdetett a kolozsvári Nemzeti Színház megnyitásakor előadandó történeti drámára. A pályázatra beküldte fő művét, a Bánk bánt (melynek első változatát 1815-ben írta, a darab ősbemutatójára 1833-ban került sor, Kassán). A pályázat eredményhirdetésekor Katona művét meg sem említették, az sem tudható biztosan, hogy valóban megérkezett-e a címzetthez. Lehetséges (de közel sem biztos), hogy más darabokat is küldött, például a Jeruzsálem pusztulása címűt, illetve néhány szerző neki tulajdonítja a bírálóbizottság által bántóan ironikus kritikában részesített Kun László című szomorújátékot is; bár a korabeli közvélemény ezt Kisfaludy Sándornak tulajdonította. 1819-ben a székesfehérváriaknak átdolgozta a Bánk bánt, de a cenzúra nem engedélyezte az előadást.
1815-ben, amikor állandó épület és támogatás híján feloszlott a pesti színtársulat, Katona felhagyott a színészettel, 1816-ban letette az ügyvédi vizsgát, és először mint Halász Bálint ügyvéd segédje, később önálló ügyvédként működött Pesten, 1820-ig. 1820 derekán, az akkori tisztújítás alkalmával folyamodott a kecskeméti uradalmi és városi tiszti alügyészi állásért, november 2-án ezen állásra megválasztották és hivatalát december 1-jén foglalta el.
Még ebben az évben megírta híres röpiratát; Mi az oka annak, hogy Magyarországban a játékszíni költőmesterség lábra nem tud kapni? Az írásban közölt tények: az állandó kőszínház, a nemzeti öntudat hiánya, a könyvformában való megjelenés nehézségei, a cenzúra működése. Az értekezés először a Tudományos Gyűjtemény, 1821-ben megjelent IV. kötetében volt olvasható.
1826. november 23-tól Kecskemét főügyésze lett és irodalommal nem foglalkozott tovább. Ebben az évben egy színház tervrajzát azonban elkészítette a kecskeméti tanács számára.
Természetére nézve komoly, hallgatag ember volt. Jellemének fővonásait: a ritka becsületességet, jó szivet, őszinteséget és igazságszeretetet folyton megőrizte. A szegények számára adakozott, ügyeiket díj nélkül vállalta el. Mint hivatalnok és magánember, a társadalmi életben egyaránt kedvelt egyéniség volt. A városban megjelent vándorszínészeknek általánosan ismert pártfogója és a városban és tanácsnál egyik legerélyesebb szószólójuk volt; amikor csak tehette, mindig megjelent az előadásokra, és ismerőseit is a színház látogatására buzdította.
1830-ban a kecskeméti városháza kapujában szívrohamban halt meg. Szülei a Seress Pál ismerősüktől kért kölcsönpénzből temették el fiukat április 17-én.
Az írója halála után „legelső nemzeti drámává” magasztosult Bánk bán elhomályosítja Katona többi művét, holott a színművek mellett jelentős költeményeket írt (Idő, Andal, Gyermek-kor), több fontos, színházi és dramaturgiai kérdésekről szóló tanulmány szerzője volt, és értékes kutatásokat végzett Kecskemét város történetéről.

## Emlékezete
- Horváth Döme kezdeményezésére 1861-ben Kecskemét hazafias lakossága a költő emlékszobrát állította fel a vasút melletti sétatéren, melyet május 20-án lepleztek le; a temetőben a költő emlékéhez méltóbb sírkövet készíttetett, 1878. november 1-jére; 1883 tavaszán pedig szülőházát jelölte meg emléktáblával; végül emlékére Katona-kört alapított.
- Jókai És mégis mozog a föld! című regényének főszereplőjét, Jenőy Kálmánt többek között Katona Józsefről mintázta.
- Az ország számos településén viseli nevét utca, található köztéri szobra. Szülővárosa színháza mellett a világhírű budapesti társulat is a drámaíró nevét viseli.
- Róla szól Móra Ferenc Kopolyakút című életrajzi jellegű írása (megjelent a Napok, holdak, elmúlt csillagok című kötetben).
- Szülővárosában gimnázium viseli a nevét.
- Nevét viseli a 181392 Katonajózsef kisbolygó.[5]

## Drámafordításai, átdolgozott művek
- Kotzebue: A szegény lantos (Der arme Minnesänger), 1811
- Kotzebue: Az örökség (Die Erbschaft), 1811
- Hassaurek: A Mombelli grófok vagy az atya és az ő gyermekei (Der Vater und seine Kinder), 1811
- Weissenthurn: Szmolenszk ostromlása (Die Bestürmung von Smolensk), 1811
- Iffland: Az üstökös (Der Komet), 1812
- (ismeretlen forrás): A Luca széke karácsony éjszakáján, 1812
- (névtelen német lovagregény): A borzasztó torony vagyis a gonosz talált gyermek (Der böse Findling oder der Schauerturm), 1812
- Veit Weber: Monostori Veronika, vagy harc két ellenkező igaz ügyért (Tugendspiel), 1812
- Girzik: István, a magyarok első királya (Stefan, der erste König von Ungarn), 1813
- Ziegler: Jolánta, a jeruzsálemi királyné, 1815
- Müllner: A bűn (Die Schuld), 1816

## Eredeti művei

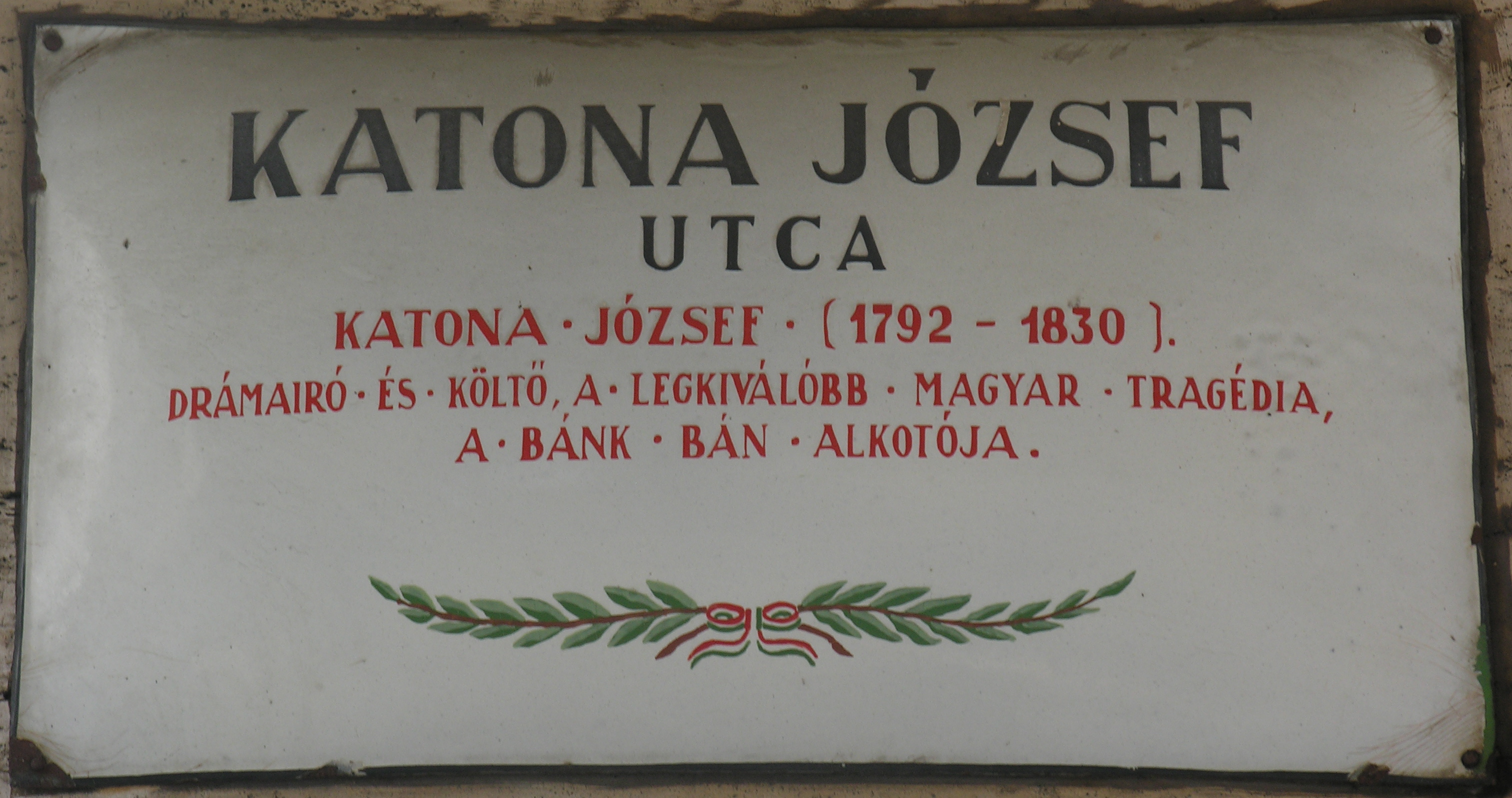
Katona József emléktáblája Budapest XIII. kerületében, a róla elnevezett utcában

- A farsangi utazás, 1811 (kézirata elveszett)
- Aubigny Klementina, vagyis a vallás miatt való zenebona Franciaországban IV. Henrik alatt, 1813
- Ziska, vagyis a husziták első pártütése Csehországban, 1813
- Ziska, a táboriták vezére, 1813
- Jeruzsálem pusztulása, 1814
- A rózsa, vagy a tapasztalatlan légy a pókok között, 1814
- Bánk bán, 1815; végleges változat 1819
- Mi az oka, hogy Magyar Országban a' játékszíni Költő-mesterség lábra nem tud kapni? (tanulmány). Tudományos Gyűjtemény, 1821. április

## Bánk bán-feldolgozások
- Bánk bán (1861), Erkel Ferenc operája
- Bánk bán (1912), Janovics Jenő filmje
- Bánk bán (1914), Kertész Mihály filmje
- Bánk bán (1952), Révész filmje
- Bánk bán (1968), Szinetár Miklós filmje
- Bánk Bán (1974), Vámos László filmje
- Bánk bán (1987), Szőnyi G. Sándor filmje
- Bánk bán (2002), Káel Csaba filmje

A 19–20. század fordulóján a kor világhírű olasz és német társulatai hozták el Budapestre saját Bánk bán változatukat, Katona József eredeti drámáját, saját fordításukban. Korabeli kritikusok szerint jobb előadásokban, mint valaha is játszották a magyarok.